# Tom Sturridge
Thomas Sidney Jerome Sturridge (n. 21 decembrie 1985, Greater London, Anglia, Regatul Unit) este un actor englez. Primele sale filme includ Being Julia (Julia, 2004), Like Minds (2006) și The Boat That Rocked (Pirații Rock-ului, 2009). A fost nominalizat la premiul Tony pentru cel mai bun actor de teatru pentru interpretările sale din Orphans (2013) și Sea Wall/A Life (2020). A fost nominalizat la Premiul Laurence Olivier pentru cel mai bun actor într-un rol secundar pentru interpretarea sa din American Buffalo (2016). Din 2022, Sturridge a jucat rolul Visului în serialul fantastic Netflix Sandman (The Sandman).

## Biografie
Sturridge s-a născut în Lambeth, Londra, ca unul dintre cei trei copii ai regizorului Charles Sturridge și ai actriței Phoebe Nicholls. Sora lui, Matilda Sturridge, este, de asemenea, actriță.
Sturridge a studiat la The Harrodian School, o școală independentă din Barnes, în sud-vestul Londrei, printre ai cărei elevi s-au numărat viitorii actori Robert Pattinson, Will Poulter și George MacKay. Între anii 1999 („Short Half”) și 2001, Sturridge a urmat la Winchester College, o școală independentă pentru băieți din Winchester, Hampshire. S-a înscris la College's House E (Morshead's) "Freddie's".
A debutat în filmul tatălui său, Călătoriile lui Gulliver în 1996. În 2004, a jucat în rolul lui George Osborne Jr. în Bâlciul deșertăciunilor și rolul lui Roger Gosselin în Julia.
În 2008, trebuia să joace rolul principal în filmul Teleport, dar regizorul Doug Liman a decis chiar la începutul filmărilor că Sturridge era prea tânăr pentru acest rol și l-a înlocuit cu Hayden Christensen.

## Filmografie

### Film
| An   | Titlu                                                     | Rol                        | Note                 |
| ---- | --------------------------------------------------------- | -------------------------- | -------------------- |
| 1997 | FairyTale: A True Story (Povești cu zâne)                 | Hob                        |                      |
| 2004 | Vanity Fair (Bâlciul deșertăciunilor)                     | tânărul George             | Cameo                |
| 2004 | Being Julia (Julia)                                       | Roger Gosselyn             |                      |
| 2005 | Brothers of the Head                                      | Barry Howe - Two-Way Romeo |                      |
| 2006 | Like Minds                                                | Nigel Colbie               | sau Murderous Intent |
| 2009 | The Boat That Rocked (Pirații Rock-ului)                  | Carl                       | sau Pirate Radio     |
| 2010 | Waiting for Forever (Prieteni din dragoste)               | Will Donner                |                      |
| 2011 | Junkhearts                                                | Danny                      |                      |
| 2012 | On the Road (Pe drum)                                     | Carlo Marx                 |                      |
| 2014 | Effie Gray                                                | John Everett Millais       |                      |
| 2015 | Far from the Madding Crowd (Departe de lumea dezlănțuită) | Sergent Francis Troy       |                      |
| 2015 | Remainder (Fragmentar)                                    | Tom                        |                      |
| 2017 | Song to Song (De la cântec la cântec)                     | BV's Brother               | Cameo                |
| 2017 | Mary Shelley                                              | Lord Byron                 |                      |
| 2017 | Journey's End (Finalul călătoriei)                        | Second Lieutenant Hibbert  |                      |
| 2017 | Double Date                                               |                            | Cameo                |
| 2018 | Three Way Junction                                        | Carl                       |                      |
| 2018 | Hello Apartment                                           |                            | Scurtmetraj          |
| 2019 | Velvet Buzzsaw                                            | Jon Dondon                 |                      |
| 2019 | Skin                                                      | Nathan                     | Scurtmetraj          |
| 2023 | Widow Clicquot                                            | François Clicquot          |                      |

### Televziune
| An        | Titlu                                         | Rol                   | Note          |
| --------- | --------------------------------------------- | --------------------- | ------------- |
| 1996      | Gulliver's Travels (Călătoriile lui Gulliver) | Tom Gulliver          | Miniserial    |
| 2004      | A Waste of Shame                              | William Herbert       | Film TV       |
| 2016      | Coroana goală                                 | Henric al VI-lea      | 3 episoade    |
| 2018–2019 | Sweetbitter                                   | Jake                  | Rol principal |
| 2022      | Irma Vep                                      | Eamonn                | 3 episoade    |
| 2022–2025 | Sandman                                       | Visul / Lord Morpheus | Rol principal |

### Teatru
| An   | Titlu            | Rol           | Loc                 |
| ---- | ---------------- | ------------- | ------------------- |
| 2010 | Punk Rock        | William       | Lyric Hammersmith   |
| 2011 | Wastwater        | Harry         | Royal Court Theatre |
| 2013 | No Quarter       | Robin         | Royal Court Theatre |
| 2013 | Orphans          | Phillip       | Schoenfeld Theatre  |
| 2015 | The Trial        | God           | Young Vic Theatre   |
| 2015 | American Buffalo | Bobby         | Wyndham's Theatre   |
| 2017 | 1984             | Winston Smith | Hudson Theatre      |
| 2019 | Sea Wall/A Life  | Alex          | The Public Theater  |
| 2019 | Sea Wall/A Life  | Alex          | Hudson Theatre      |